# Bradysia
Bradysia är ett släkte av tvåvingar som beskrevs av Johannes Winnertz 1867. Bradysia ingår i familjen sorgmyggor.

## Bildgalleri

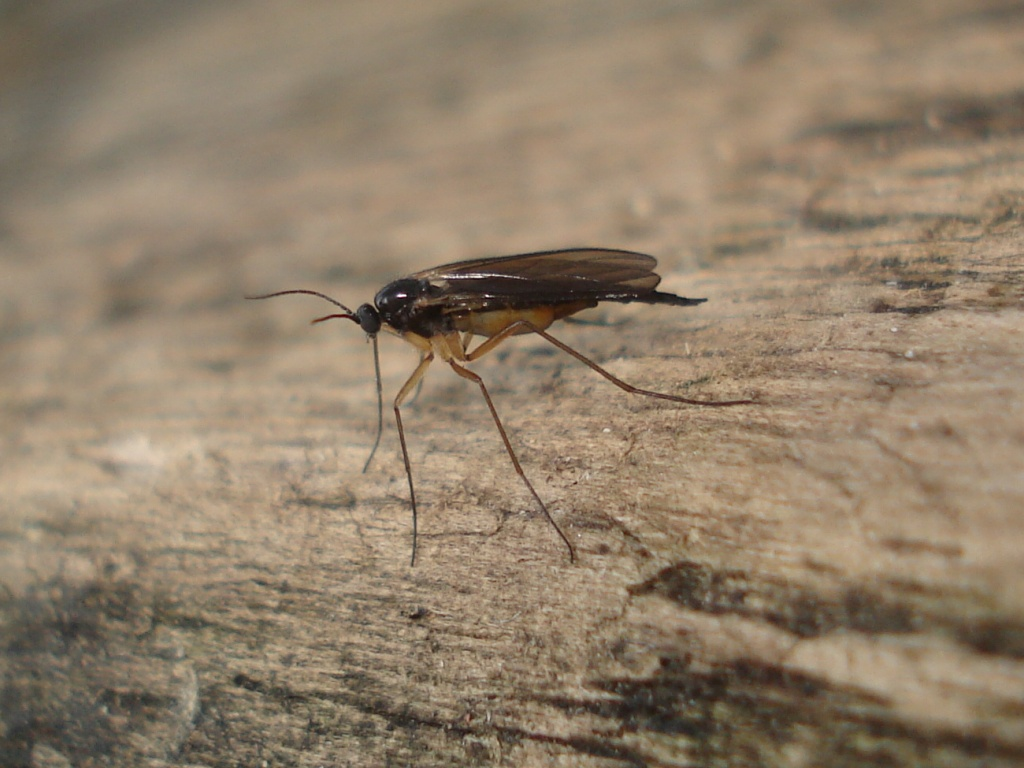
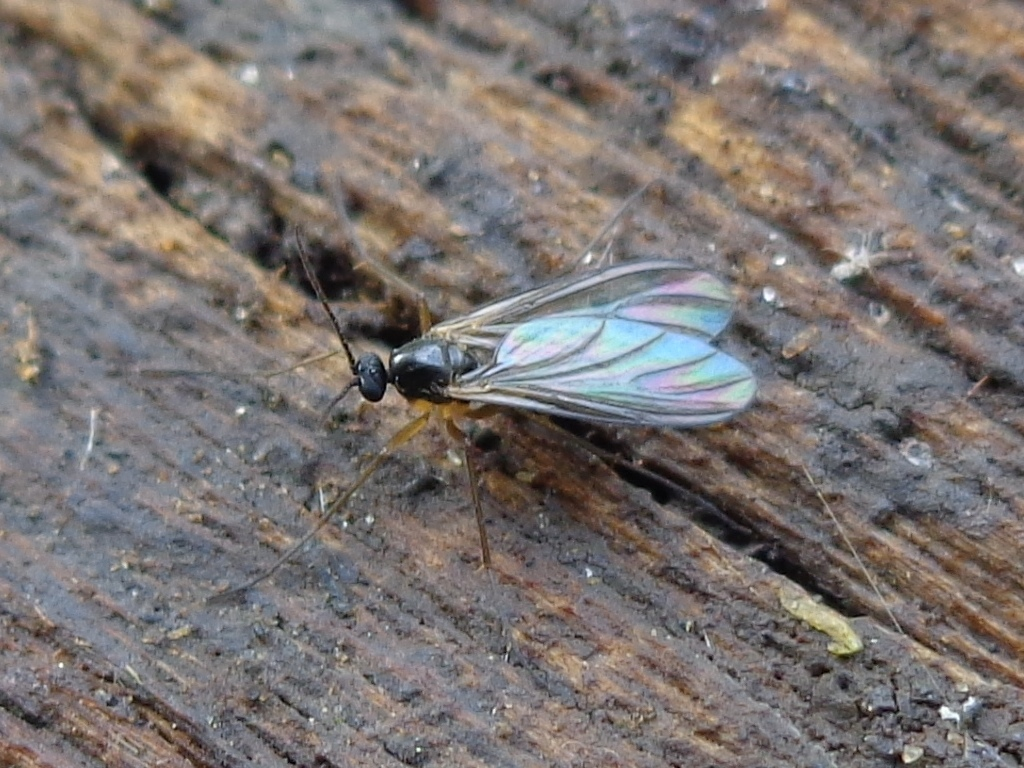
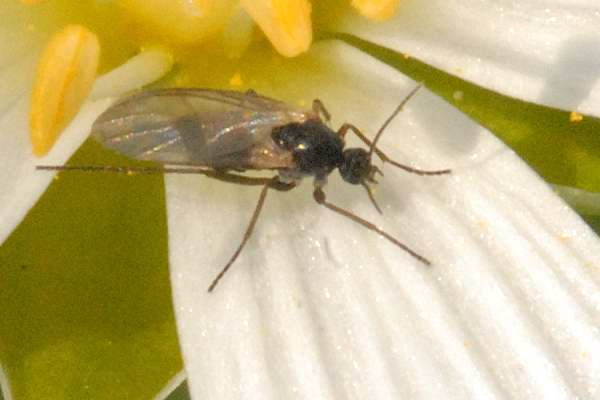
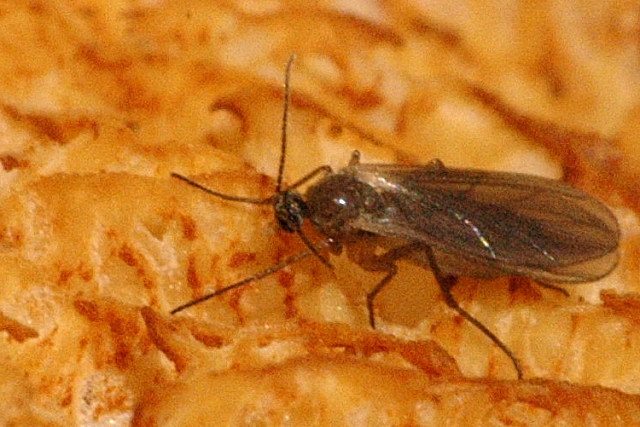
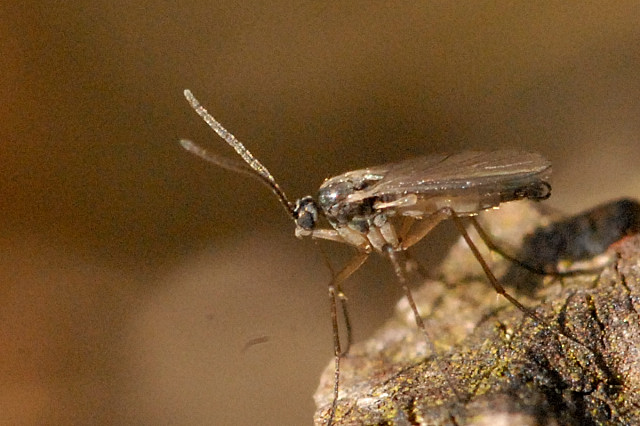

## Dottertaxa tillBradysia, i alfabetisk ordning[1][2]
- Bradysia abnormalis
- Bradysia acerba
- Bradysia acerpontia
- Bradysia acinacauda
- Bradysia acutimedialis
- Bradysia acutiungula
- Bradysia aequalis
- Bradysia aequans
- Bradysia affinis
- Bradysia agrestis
- Bradysia aitkeni
- Bradysia albanensis
- Bradysia albochaeta
- Bradysia alpicola
- Bradysia altaica
- Bradysia alutacea
- Bradysia amurensis
- Bradysia angustata
- Bradysia angustipennis
- Bradysia angustoocularis
- Bradysia angustostylus
- Bradysia antehilaris
- Bradysia antemorio
- Bradysia antica
- Bradysia apicalba
- Bradysia aprica
- Bradysia arcana
- Bradysia arcuans
- Bradysia arcula
- Bradysia ascenda
- Bradysia asiatica
- Bradysia atrcornea
- Bradysia atrorubens
- Bradysia atrospina
- Bradysia auriculariae
- Bradysia auriculata
- Bradysia austera
- Bradysia baishanzuna
- Bradysia basalimedia
- Bradysia basiangustata
- Bradysia basilatissima
- Bradysia bellingeri
- Bradysia bellstedti
- Bradysia bicolor
- Bradysia bicuspidata
- Bradysia bidentata
- Bradysia bijca
- Bradysia bilobata
- Bradysia bishopi
- Bradysia bispina
- Bradysia bispinifera
- Bradysia bituberculata
- Bradysia boliviensis
- Bradysia boninensis
- Bradysia borori
- Bradysia brachyflagellata
- Bradysia brachystyla
- Bradysia brachytoma
- Bradysia breviallata
- Bradysia brevifurcata
- Bradysia brevipalpis
- Bradysia brevispina
- Bradysia browni
- Bradysia brunnipes
- Bradysia bulbiformis
- Bradysia bulbigera
- Bradysia bulbostyla
- Bradysia caldaria
- Bradysia campbellensis
- Bradysia campylura
- Bradysia capillata
- Bradysia cardiocrivora
- Bradysia cauta
- Bradysia cellarum
- Bradysia chamei
- Bradysia chandleri
- Bradysia chenjinae
- Bradysia chikuni
- Bradysia chilensis
- Bradysia chlorocornea
- Bradysia choui
- Bradysia chunguii
- Bradysia chunmeiae
- Bradysia ciliocera
- Bradysia cinerascens
- Bradysia clara
- Bradysia clavulata
- Bradysia cohilaris
- Bradysia columbia
- Bradysia commixta
- Bradysia compacta
- Bradysia condensa
- Bradysia confinis
- Bradysia congata
- Bradysia conglomerata
- Bradysia conicopalpi
- Bradysia conspersa
- Bradysia consumpta
- Bradysia crassicera
- Bradysia crinita
- Bradysia cryptacantha
- Bradysia ctenoura
- Bradysia cubiticaudata
- Bradysia cucumeris
- Bradysia cuneiforma
- Bradysia curvipedicula
- Bradysia cuspidalis
- Bradysia dactylina
- Bradysia dalmatina
- Bradysia dazhulana
- Bradysia defossa
- Bradysia delectabilis
- Bradysia desolata
- Bradysia diabolica
- Bradysia dichaeta
- Bradysia dictyophorae
- Bradysia difformis
- Bradysia dilucida
- Bradysia diluta
- Bradysia dimelanata
- Bradysia diplostida
- Bradysia disjuncta
- Bradysia distincta
- Bradysia diversiabdominalis
- Bradysia diversispina
- Bradysia dolichoflagella
- Bradysia dolosa
- Bradysia drakenbergensis
- Bradysia dubia
- Bradysia dureti
- Bradysia dux
- Bradysia elegans
- Bradysia elobata
- Bradysia entraqueensis
- Bradysia ericia
- Bradysia evanescens
- Bradysia excelsa
- Bradysia exigua
- Bradysia expolita
- Bradysia falcata
- Bradysia fallaciosa
- Bradysia familiaris
- Bradysia fatigans
- Bradysia felti
- Bradysia fenestralis
- Bradysia fimbriata
- Bradysia flavida
- Bradysia flavipila
- Bradysia floribunda
- Bradysia florida
- Bradysia fluminensis
- Bradysia fochi
- Bradysia forattinii
- Bradysia forcipulata
- Bradysia forficulata
- Bradysia fugaca
- Bradysia fuliginosa
- Bradysia fulvescens
- Bradysia fulvicauda
- Bradysia fumida
- Bradysia fumigans
- Bradysia funga
- Bradysia fungicola
- Bradysia furcata
- Bradysia furcatina
- Bradysia fusca
- Bradysia fuscescens
- Bradysia fuscothorax
- Bradysia gabyae
- Bradysia geninispina
- Bradysia giraudii
- Bradysia globulifera
- Bradysia gonata
- Bradysia grandicellaris
- Bradysia gratiosa
- Bradysia guadunana
- Bradysia guayanensis
- Bradysia gutianshana
- Bradysia hamata
- Bradysia hartii
- Bradysia hastata
- Bradysia helleri
- Bradysia helveolus
- Bradysia henana
- Bradysia hexacantha
- Bradysia hexamelanata
- Bradysia hexamera
- Bradysia heydemanni
- Bradysia hilariformis
- Bradysia hilaris
- Bradysia hildae
- Bradysia hirsutiseta
- Bradysia holsatica
- Bradysia hortensis
- Bradysia hortulana
- Bradysia humiliflagella
- Bradysia huoditangana
- Bradysia hupleuroti
- Bradysia hyalescens
- Bradysia hyalichaeta
- Bradysia hygida
- Bradysia impatiens
- Bradysia incidera
- Bradysia individua
- Bradysia infuscatipennis
- Bradysia insolita
- Bradysia insulana
- Bradysia insularis
- Bradysia introflexa
- Bradysia inundata
- Bradysia inusitata
- Bradysia inversa
- Bradysia iridipennis
- Bradysia ismayi
- Bradysia janduisi
- Bradysia jianglensis
- Bradysia johannseni
- Bradysia jucunda
- Bradysia kaigangi
- Bradysia kaihuana
- Bradysia kairensis
- Bradysia kaiseri
- Bradysia kassebeeri
- Bradysia kopetdagica
- Bradysia kraussi
- Bradysia laboriosa
- Bradysia lapponica
- Bradysia lasiphlepia
- Bradysia latiala
- Bradysia latiflagellomera
- Bradysia latimedialis
- Bradysia latipennis
- Bradysia latiponsa
- Bradysia latispinosa
- Bradysia latiterga
- Bradysia laurencei
- Bradysia lembkei
- Bradysia leptocera
- Bradysia leptoptera
- Bradysia leucopeza
- Bradysia lii
- Bradysia lilienthalae
- Bradysia liubana
- Bradysia lobatula
- Bradysia lobosa
- Bradysia lobulifera
- Bradysia longiaciculata
- Bradysia longicauda
- Bradysia longicolla
- Bradysia longicubitalis
- Bradysia longimedia
- Bradysia longimentula
- Bradysia longinguans
- Bradysia longioculosa
- Bradysia longiradiomedialis
- Bradysia longiseta
- Bradysia longispina
- Bradysia longistyla
- Bradysia longistylia
- Bradysia longitibalis
- Bradysia longitoma
- Bradysia longqishana
- Bradysia longyuwana
- Bradysia loricata
- Bradysia loriculata
- Bradysia loxostyla
- Bradysia lucichaeta
- Bradysia lucida
- Bradysia luhi
- Bradysia luodiana
- Bradysia lutaria
- Bradysia luteicauda
- Bradysia luteolineata
- Bradysia mabiusi
- Bradysia macclurei
- Bradysia macfarlanei
- Bradysia macroptera
- Bradysia macrura
- Bradysia madens
- Bradysia maggiaensis
- Bradysia magnifica
- Bradysia malitiosa
- Bradysia matogrossensis
- Bradysia mecocteniuni
- Bradysia media
- Bradysia medialis
- Bradysia mediterranea
- Bradysia megamelanata
- Bradysia meigeni
- Bradysia meinacusi
- Bradysia melaina
- Bradysia melanota
- Bradysia melanura
- Bradysia mellea
- Bradysia mesochra
- Bradysia mexicana
- Bradysia microcteniuni
- Bradysia microspina
- Bradysia minima
- Bradysia minitriacantha
- Bradysia minpleuroti
- Bradysia minuens
- Bradysia minuscula
- Bradysia minutissima
- Bradysia moerens
- Bradysia moesta
- Bradysia moestula
- Bradysia molokaiensis
- Bradysia monacantha
- Bradysia monospina
- Bradysia munda
- Bradysia mutua
- Bradysia nedongana
- Bradysia neocampestris
- Bradysia neopraecox
- Bradysia neoreflexa
- Bradysia neotropica
- Bradysia nervosa
- Bradysia nicolae
- Bradysia nigricans
- Bradysia nigrisensilla
- Bradysia nigrispina
- Bradysia nigrochaeta
- Bradysia ningshana
- Bradysia nitida
- Bradysia nitidicollis
- Bradysia nocturna
- Bradysia noduspina
- Bradysia nomica
- Bradysia normalis
- Bradysia novalobata
- Bradysia nubilans
- Bradysia obesa
- Bradysia obscuricostalis
- Bradysia obsolescens
- Bradysia obtusa
- Bradysia ocellaris
- Bradysia oculosa
- Bradysia odoriphaga
- Bradysia opaca
- Bradysia optata
- Bradysia ovata
- Bradysia pallidipes
- Bradysia pallidiventris
- Bradysia pallipes
- Bradysia palpiclavata
- Bradysia paracantha
- Bradysia paradichaeta
- Bradysia paralobata
- Bradysia paranocturna
- Bradysia pararufescens
- Bradysia parasita
- Bradysia parilis
- Bradysia paulistana
- Bradysia pauperata
- Bradysia pectinata
- Bradysia pectoralis
- Bradysia pedisequa
- Bradysia penna
- Bradysia pentadactyla
- Bradysia peraffinis
- Bradysia phalerata
- Bradysia phili
- Bradysia picea
- Bradysia picticornis
- Bradysia pilata
- Bradysia pilularia
- Bradysia placida
- Bradysia pollicis
- Bradysia polonica
- Bradysia polychaeta
- Bradysia ponticula
- Bradysia portoricensis
- Bradysia posthilaris
- Bradysia postlobata
- Bradysia postrufescens
- Bradysia praecox
- Bradysia praehilaris
- Bradysia praemonticola
- Bradysia praemorio
- Bradysia praepaupera
- Bradysia pratincola
- Bradysia procera
- Bradysia profunda
- Bradysia promissa
- Bradysia propinguans
- Bradysia protohilaris
- Bradysia pruinosula
- Bradysia pseudocampestris
- Bradysia pseudodalmatina
- Bradysia pseudohilaris
- Bradysia pseudopolonica
- Bradysia pteropleurostigma
- Bradysia pugiata
- Bradysia pumila
- Bradysia pustulispina
- Bradysia qinlingana
- Bradysia quadrata
- Bradysia quadridentata
- Bradysia quadrisetosa
- Bradysia quadrispinistylata
- Bradysia quadrispinosa
- Bradysia quasiradicum
- Bradysia quinquespina
- Bradysia radicicola
- Bradysia radicum
- Bradysia ravensburgensis
- Bradysia rectinervis
- Bradysia reflexa
- Bradysia regens
- Bradysia regularis
- Bradysia reticulata
- Bradysia reynoldsi
- Bradysia robusticalcar
- Bradysia rostrata
- Bradysia rubelloi
- Bradysia rubra
- Bradysia rubrascuta
- Bradysia rufescens
- Bradysia ruginosa
- Bradysia sachalinensis
- Bradysia salina
- Bradysia sandalimorpha
- Bradysia santorina
- Bradysia sarcinispina
- Bradysia sauteri
- Bradysia scabricornis
- Bradysia semihilaris
- Bradysia semirufescens
- Bradysia senilis
- Bradysia serrata
- Bradysia setigera
- Bradysia sexdentata
- Bradysia siberica
- Bradysia sibirica
- Bradysia sicelidis
- Bradysia siciliensis
- Bradysia siegeli
- Bradysia signata
- Bradysia siliquaris
- Bradysia silvestrii
- Bradysia silvosa
- Bradysia simulans
- Bradysia simulatrix
- Bradysia smithae
- Bradysia snyderi
- Bradysia songxiana
- Bradysia sordida
- Bradysia soudeki
- Bradysia spatitergum
- Bradysia spherostyla
- Bradysia spinata
- Bradysia spinea
- Bradysia spinellosa
- Bradysia spinostyla
- Bradysia splendida
- Bradysia strenua
- Bradysia strigata
- Bradysia stupenda
- Bradysia subaffinis
- Bradysia subalpina
- Bradysia subamoena
- Bradysia subangustata
- Bradysia subaprica
- Bradysia subbetuleti
- Bradysia subbispinifera
- Bradysia subbrunnipes
- Bradysia subconfinis
- Bradysia subconiferoterga
- Bradysia subcuneostylata
- Bradysia subfungicola
- Bradysia subgiraudi
- Bradysia subgrandis
- Bradysia subhilaris
- Bradysia subiridipennis
- Bradysia submarginata
- Bradysia submoesta
- Bradysia submonticola
- Bradysia submorio
- Bradysia subpallidipes
- Bradysia subrufescens
- Bradysia subsantorina
- Bradysia subscabricornis
- Bradysia subspinea
- Bradysia subvernalis
- Bradysia surinamensis
- Bradysia tenebricosa
- Bradysia tenuicalcar
- Bradysia tenuicauda
- Bradysia thailandina
- Bradysia tianzei
- Bradysia tibiaspinosa
- Bradysia tilicola
- Bradysia tirolensis
- Bradysia tobiasi
- Bradysia tomentosa
- Bradysia tongmaiana
- Bradysia triacanthifera
- Bradysia triaristata
- Bradysia tridonta
- Bradysia trifurca
- Bradysia trigonospina
- Bradysia trinidadensis
- Bradysia triseta
- Bradysia trisetosa
- Bradysia trispinifera
- Bradysia trispinosa
- Bradysia tristans
- Bradysia tritici
- Bradysia trivialis
- Bradysia trivittata
- Bradysia truncorum
- Bradysia tuberculata
- Bradysia tuberosa
- Bradysia tumidicauda
- Bradysia tumulta
- Bradysia tungmuguana
- Bradysia tupinamba
- Bradysia turgida
- Bradysia umesaoi
- Bradysia uncipleuroti
- Bradysia unguicauda
- Bradysia unguispinata
- Bradysia urticae
- Bradysia vagans
- Bradysia validolobata
- Bradysia vaneyi
- Bradysia wanzhii
- Bradysia varians
- Bradysia variopalpa
- Bradysia watsoni
- Bradysia weiningana
- Bradysia venezuelensis
- Bradysia ventricosa
- Bradysia vergens
- Bradysia vernalis
- Bradysia verruca
- Bradysia willinki
- Bradysia virgulata
- Bradysia xenoreflexa
- Bradysia xianyingi
- Bradysia xiaochengi
- Bradysia xizangana
- Bradysia yangi
- Bradysia yucollectia
- Bradysia yuhuacavernaria
- Bradysia yungata
- Bradysia zetterstedti
- Bradysia zheana
- Bradysia zhenzhongi
- Bradysia zingiberis
- Bradysia zizhongi
- Bradysia zonata